# Loi 15 du football

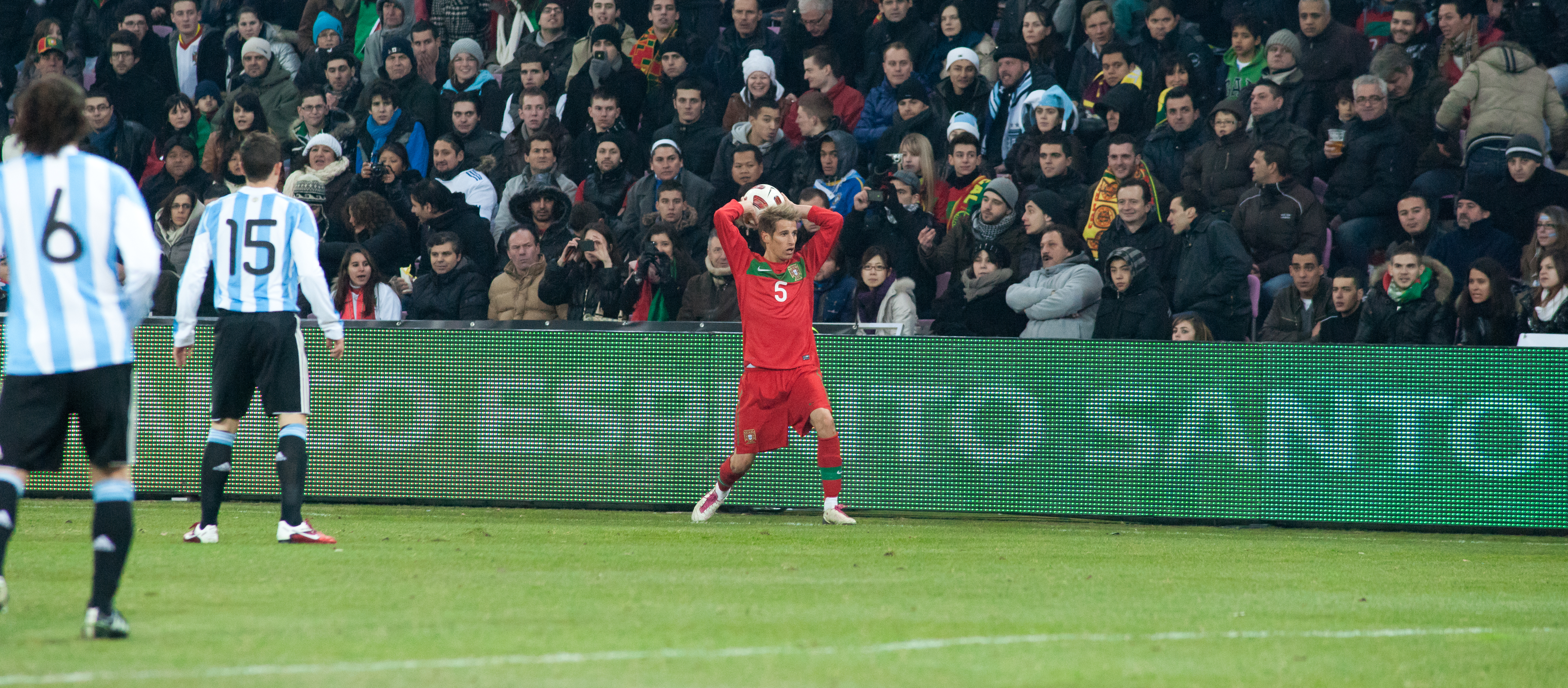
Rentrée de touche.

La Loi 15 du football intitulée rentrée de touche est l'une des lois du jeu du football maintenues par l'International Football Association Board (IFAB).

## Conditions

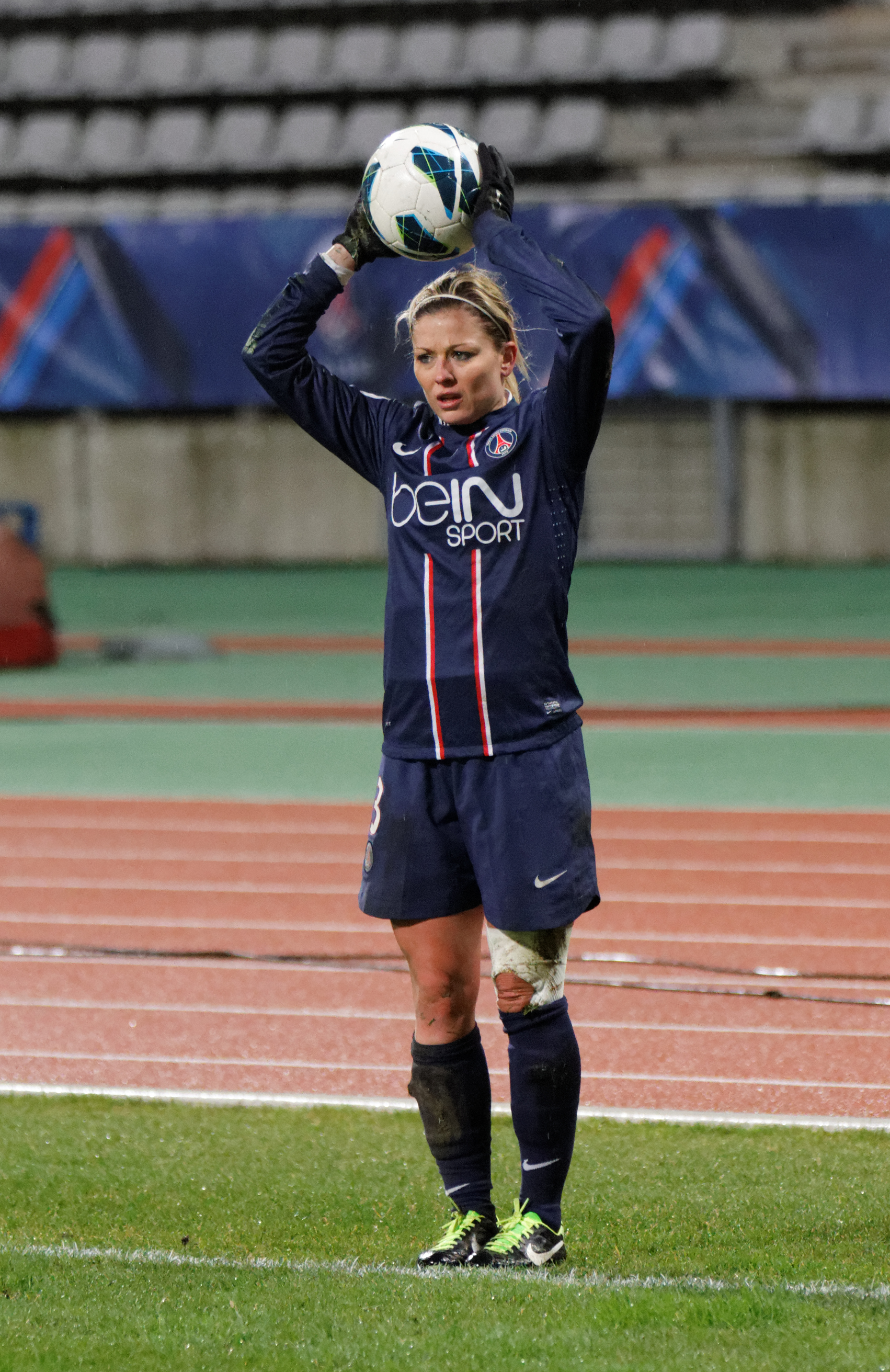
Rentrée de touche de Laure Boulleau.

La rentrée de touche est l’une des procédures de la reprise de jeu. Elle est accordée :
- quand le ballon a entièrement franchi la ligne de touche, que ce soit à terre ou en l’air,
- à l’endroit où le ballon a franchi la ligne de touche,
- à l’équipe adverse du joueur qui a touché en dernier le ballon.

## Exécution
Au moment de la rentrée de touche, l’exécutant doit :
- être debout
- faire face au terrain,
- avoir, au moins partiellement, les deux pieds à l'extérieur de terrain ou sur la ligne de touche (sans décoller les pieds du terrain),
- lancer le ballon des deux mains depuis la nuque et par-dessus la tête depuis l'endroit où il est sorti du terrain.

Tous les adversaires doivent se trouver à au moins 2 mètres de l'endroit où est effectuée la rentrée de touche. L’exécutant ne doit pas retoucher le ballon avant que celui-ci n’ait été touché par un autre joueur. Il peut le lancer contre un adversaire (sans imprudence ou violence) afin de pouvoir le rejouer.
Le ballon est en jeu dès l’instant où il pénètre sur le terrain (y compris lancé de manière incorrecte) sans avoir touché le sol auparavant. Si le ballon n'entre pas sur le terrain ou touche le sol avant d'entrer, la touche doit être refaite par la même équipe, le ballon n'étant pas en jeu.
Si la touche, ballon en jeu, n'a pas été effectuée correctement, elle est obligatoirement rejouée par l’équipe adverse. Il n'existe pas d'avantage dans cette situation.
Un but ne peut être marqué directement sur rentrée de touche, même avec rebond :
- Si le ballon pénètre dans le but adverse, il est accordé un coup de pied de but.
- Si le ballon pénètre dans le but de l'exécutant, il est accordé un coup de pied de coin.

## Infraction et sanction
Si le ballon est en jeu et que l'exécutant touche le ballon une seconde fois avant que celui-ci n'ait été touché par un autre joueur :
- un coup franc indirect est accordé à l’équipe adverse qui doit être exécuté à l’endroit où la faute a été commise.

Si le ballon est en jeu et que l'exécutant saisit délibérément le ballon des mains avant que celui-ci n'ait été touché par un autre joueur :
- un coup franc direct est accordé à l'équipe adverse qui doit être exécuté à l'endroit où la faute a été commise.
- un coup de pied de réparation est dicté si la faute a été commise dans la surface de réparation de l'exécutant.

Si le ballon est en jeu et que le gardien de but saisit délibérément le ballon des mains avant que celui-ci n'ait été touché par un autre joueur :
- un coup franc direct est accordé à l'équipe adverse quand la faute a été commise en dehors de la surface de réparation du gardien de but. Ce coup franc direct doit être exécuté à l’endroit où la faute a été commise.
- un coup franc indirect est accordé à l’équipe adverse quand la faute a été commise dans la surface de réparation du gardien de but. Ce coup franc indirect doit être exécuté à l’endroit où la faute a été commise.

### Positionnement des autres joueurs
Le hors-jeu n'existe pas lors d'une rentrée de touche.
Si l’exécutant de la rentrée de touche est importuné ou gêné par un joueur de l’équipe adverse, l’arbitre ou l’arbitre assistant officiel se devra d’intervenir pour inviter ce joueur à se placer à au moins 2 mètres du lieu de la rentrée de touche. Si malgré cette intervention, l'adversaire se situe à une distance inférieure à 2 mètres au moment de la touche, un coup franc indirect sera accordé sous réserve de l'avantage. Le fautif recevra un avertissement pour « retarder la reprise du jeu ».
Un joueur peut aussi effectuer volontairement une rentrée de touche malgré la présence d’un adversaire situé à une distance inférieure à 2 mètres, s'il souhaite jouer rapidement. Mais dans ce cas, le jeu continuera à se dérouler si l'adversaire intervient dans le jeu.